# Droga nr 6678 (Izrael)
Droga lokalna nr 6678 (hebr. 6678 כביש) – jest lokalną drogą położoną na Wzgórzach Gilboa na północy Izraela. Łączy ona osady rolnicze położone w południowo-wschodniej części Doliny Bet Sze’an.

## Przebieg
Droga nr 6678 przebiega przez Samorząd Regionu Emek ha-Majanot w Poddystrykcie Jezreel Dystryktu Północnego Izraela. Biegnie południkowo z południa na północny zachód przez południowo-wschodnią część Doliny Bet Sze’an.
Swój początek bierze w kibucu Tirat Cewi, skąd wyjeżdża w kierunku północno-zachodnim i po 1 km dociera do kibucu Sede Elijjahu. Przez cały czas droga prowadzi wzdłuż pól uprawnych, pomiędzy którymi miejscami są położone stawy hodowlane i zbiorniki retencyjne. Po dwóch kilometrach droga dociera do kibucu En ha-Naciw, a następnie kończy swój bieg na skrzyżowaniu z drogą nr 90. Jadąc nią na północ dociera się do miasta Bet Sze’an, lub na południe do skrzyżowania z drogą nr 669 i moszawu Rechow.